# バツ (テレビ番組)
『バツ』は、1999年10月14日から2000年3月16日までフジテレビ系列局で放送されていたフジテレビ製作の恋愛バラエティ番組である。放送時間は毎週木曜 19:00 - 19:53 （日本標準時）。
離婚経験を持ついわゆるバツイチの女性をテーマにした番組で、彼女たちに新たな恋愛・再婚への道を提供していた。番組には毎回バツありの女性が2人ずつ出場し、スタジオで行われる公開お見合いに参加していた。

## 司会
- 古手川祐子
- 榊原郁恵
- 中山エミリ
- ガダルカナル・タカ